# بلطي أحدب أجبه
بلطي أحدب أجبه (باللاتينية: Cyphotilapia frontosa)، هي سمكة زينة من أسرة بلطية، ونوعها السكليد الإفريقى تعيش في بحيرة تنجانيقا على عمق 30 متر. سمكة الفرنتوزا من الأسماك التي ليست صعبة التربية وحسب بل تحتاج إلى عناية فائقة من حيث نوعية الغذاء وتركيبة الماء ودرجة الحرارة. السمكة قلوية حيث تعيش في درجة قلوية تبدء من 8 : 9 بى اتش مع درجة يسر متوسطة للماء، ودرجة حرارة من 22 : 26 درجة مئوية. تأكل بروتين عا إلى مع اسماك حية، ويظهر لذكر قرن على جبهته.
 ملكه السيكليدالأفريقي من بحيره تنجانيقا. من ألوانها العميقه الجميله والحجم الضخم مع الحدبة الكبيرة أعلي الرأس تخطف الفرنتوزا ألباب الهواة وتجعل بناء حوض لها من أحلام مربي السيكليد الأفريقي
الموطن والتوزيع:
تتوطن الفرنتوزا حصريا بحيره تنجانيقا بعيدا عن الشواطئ وتسكن المياه العميقه من 10 إلي 50 متر وتصل في بعض الأحيان إلي 100 متر. تعيش الفرنتوزا في مستعمرات كبيرة قريبه من قاع البحيرة
الوصف: 
الفرنتوزا سمكه سميكه الجسم ذات رأس أحدب تصل الذكور فيها إلي 35 سم، الإناث عامه أصغر ويصلوا إلي حوالي 25 سم . تتكون الحدبة أعلي الرأس للجنسين ولكنها تكون أكثر ظهورا في الذكور. تمتلك السمكه 6 أو 7 خطوط عرضيه سوداء علي خلفيه بيضاء مع زعانف بيضاء تميل إلي الزرقة. يوجدعده أشكال من الفرنتوزا في الطبيعة وكل شكل يحتل منطق معينه من البحيرة.
الرعاية:
عامه الفرنتوزا سمكه سهله الرعاية ولكن تحتاج حوض كبير واختيار مناسب للأسماك الأخرى، فننصح بها للهاوي المتوسط أو المحترف، ولاتفضل للمبتدئين. مع الرعاية الجيد قد تصل بعمر السمكه إلي 25 سنه
التغذية:
في الطبيعة، الفرنتزا أسماك لاحمه وسوف تاكل في الأحواض أي نوع من الأكل الحي، ولكن يفضل الاعتماد علي البروتينات من الأسماك والجمبري لأن الأكل الحي غالبا ما ينقل كثيرا من الأمراض. لأ توجد صعوبه في تأكيل الفرنتوزا الأكل المصنع سواء كان أفراص أو بيليتس مع اختيار الحجم المناسب، والقشور غير مناسبه لها علي الإطلاق
تجهيز الحوض:
تحتاج الفرنتوزا لأحواض كبيرة نسبيا من 250 لتر إلي 500 لتر مع بعض الكهوف للاختباء وإضاءه خافته نسبيا، تذكر إن السمكه تعيش علي عمق 50 متر أو أكثر . بالنسبة للأرضيه فيفضل رمال أو ما شابهه (حبيبات صغيره).
الإناث تحتاج لمنطقه خاصه علي الرمال، الكهوف تعطي الأمان للذكور وفي عدم وجودها تبدأ في مهاجمه الأسماك الأخرى. لا تتكيف السيكليد من تنجانيقا مع التغييرات الكبيرة للماء، فيضل أن لا تزيد علي 20 % في الأسبوع إلا في الحالات الاضطراريه.
وجود مصدر قوي لتجديد الأو كسجين مهم جدا، فالبحيرة غنيه به، وتحتاج الفرنتوزا لدرجه قلويه عاليه نسبيا من 8 – 8.5 مع درجه عسر من 12- 15 dGH في حراره من 24-28 مئويه. 
تتحمل الفرنتوزا بعض الملوحة بحيث لا تزيد الجاذبيه النوعيه علي 1.0002
السلوك:
في الأغلب السمكه غير عدائية، ولكن الذكور قد تحافظ علي إقليم خاص بها ولكن السمكه في الأحواض وفي الطبيعة تعيش في مستعمرات كبيرة، لا يفضل وضع سيكليد بحيره ملاوي مع الفرنتوزا لشده عدائيته
التكاثر:
نظريا تكاثر الفرنتوزا سهل، لكن أهم عامل في العملية هو الصبر، لان السمك يبلغ في حدود اربع سنوات، يفضل وجود ذكر لكل 3 - 4 إناث في مستعمره من 8 – 12 سمكه. تفضل الفرنتوزا أن تبيض في الكهوف أو بين الصخور بدون حركات تزاوج ملحوظه مثل بقيه السيكليد وتحمل الأنثي البيض الملقح في الفم لفترة من 4 إلي 6 أسابيع